# SuperSPARC
A SuperSPARC egy 32 bites mikroprocesszor, amely megvalósítja a Sun Microsystems által kifejlesztett SPARC V8 utasításkészlet-architektúrát (ISA). A processzor 33 és 40 MHz-es változatait 1992-ben mutatták be. A SuperSPARC 3,1 millió tranzisztort tartalmaz. A Texas Instruments (TI) gyártotta Miho városában, Japánban, 0,8 mikronos három fémrétegű BiCMOS (bipoláris CMOS) folyamattal.
A SuperSPARC-nak két származéka volt: a SuperSPARC+ és SuperSPARC-II. A SuperSPARC+ változatot azért fejlesztették ki, hogy orvosoljon néhány tervezési hibát, ami korlátozta a SuperSPARC órajelfrekvenciáját és így a teljesítményét is. Az 1994-ben bemutatott SuperSPARC-II egy jelentősebb revízió volt, olyan javításokkal, amelyek lehetővé tették, hogy a processzor elérje a 85 MHz-es órajelet az asztali rendszerekben és a 90 MHz-et a nagyobb teljesítményű és erőteljesen hűtött SPARCserver-1000E-ben.
A Sun SPARCstation 10 és SPARCstation 20 többprocesszoros munkaállomásaiban egyaránt SuperSPARC CPU modulokat alkalmaznak.
A SuperSPARC-II processzort 1995-ben a 64 bites UltraSPARC váltotta fel, a 64 bites SPARC V9 utasításkészlet-architektúra (ISA) implementációja.

## Modellek

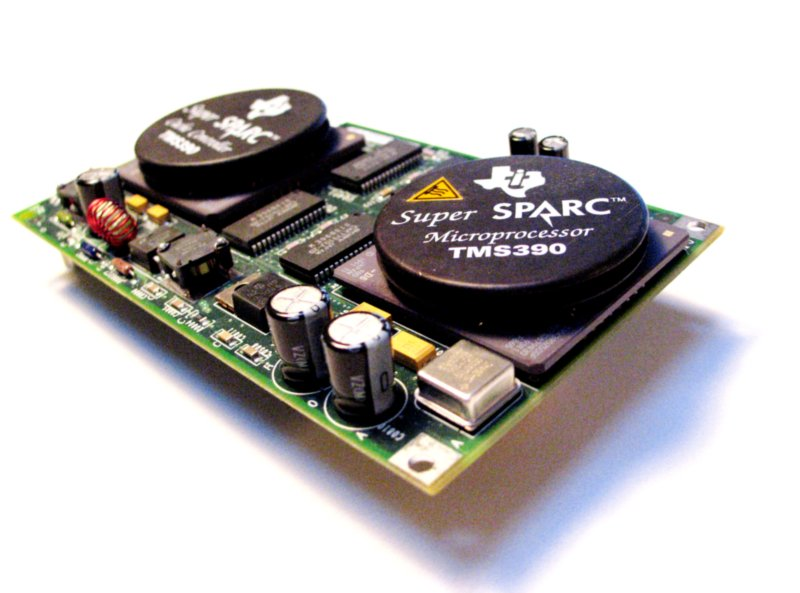
Sun SuperSPARC SM51, 50 MHz-es processzormodul

| név (kódnév)            | modell                     | órajel frek. (MHz) | arch. verzió | év   | szálak össz. | eljárás (µm) | tranzisztorok (millió) | lapkaméret (mm2) | be-/kimeneti lábak | fogyasztás (W) | feszültség (V) | L1 adat-gyorsítótár (KiB) | L1 utasítás-gyorsítótár (KiB) | második szintű gyorsítótár (KiB) | harmadik szintű gyorsítótár (KiB) |
| ----------------------- | -------------------------- | ------------------ | ------------ | ---- | ------------ | ------------ | ---------------------- | ---------------- | ------------------ | -------------- | -------------- | ------------------------- | ----------------------------- | -------------------------------- | --------------------------------- |
| SuperSPARC I (Viking)   | TI TMX390Z50 / Sun STP1020 | 33–60              | V8           | 1992 | 1×1=1        | 0,8          | 3,1                    | --               | 293                | 14.3           | 5              | 16                        | 20                            | 0–2048                           | nincs                             |
| SuperSPARC II (Voyager) | Sun STP1021                | 75–90              | V8           | 1994 | 1×1=1        | 0,8          | 3,1                    | 299              | --                 | 16             | --             | 16                        | 20                            | 1024–2048                        | nincs                             |

### SuperSPARC (Viking)
| Modell | CPU   | L2 gyorsítótár | órajelfrekvencia | buszsebesség | megjegyzés                                            |
| ------ | ----- | -------------- | ---------------- | ------------ | ----------------------------------------------------- |
| SM20   | 1 CPU | nincs          | 33 MHz           | 33 MHz       |                                                       |
| SM21   | 1 CPU | 1 MiB          | 33 MHz           | 33 MHz       | csak a korai SPARCserver-2000 rendszerekben található |
| SM30   | 1 CPU | nincs          | 36 MHz           | 36 MHz       |                                                       |
| SM40   | 1 CPU | nincs          | 40 MHz           | 40 MHz       |                                                       |
| SM41   | 1 CPU | 1 MiB          | 40,3 MHz         | 40 MHz       |                                                       |
| SM50   | 1 CPU | nincs          | 50 MHz           | 50 MHz       |                                                       |
| SM51   | 1 CPU | 1 MiB          | 50 MHz           | 40 MHz       |                                                       |
| SM51-2 | 1 CPU | 2 MiB          | 50 MHz           | 40 MHz       |                                                       |
| SM52   | 2 CPU | 1 MiB          | 45 MHz           | 40 MHz       |                                                       |
| SM52X  | 2 CPU | 1 MiB          | 50 MHz           | 40 MHz       |                                                       |
| SM61   | 1 CPU | 1 MiB          | 60 MHz           | 50/55 MHz    |                                                       |
| SM61-2 | 1 CPU | 2 MiB          | 60 MHz           | 50/55 MHz    |                                                       |

### SuperSPARC II (Voyager)
| Modell | CPU   | L2 gyorsítótár | órajelfrekvencia | bus speed | megjegyzés |
| ------ | ----- | -------------- | ---------------- | --------- | ---------- |
| SM71   | 1 CPU | 1 MiB          | 75 MHz           | 50 MHz    |            |
| SM81   | 1 CPU | 1 MiB          | 85 MHz           | 50 MHz    |            |
| SM81-2 | 1 CPU | 2 MiB          | 85 MHz           | 50/55 MHz |            |
| SM91-2 | 1 CPU | 2 MiB          | 90 MHz           | 50 MHz    |            |

Lapkafotók
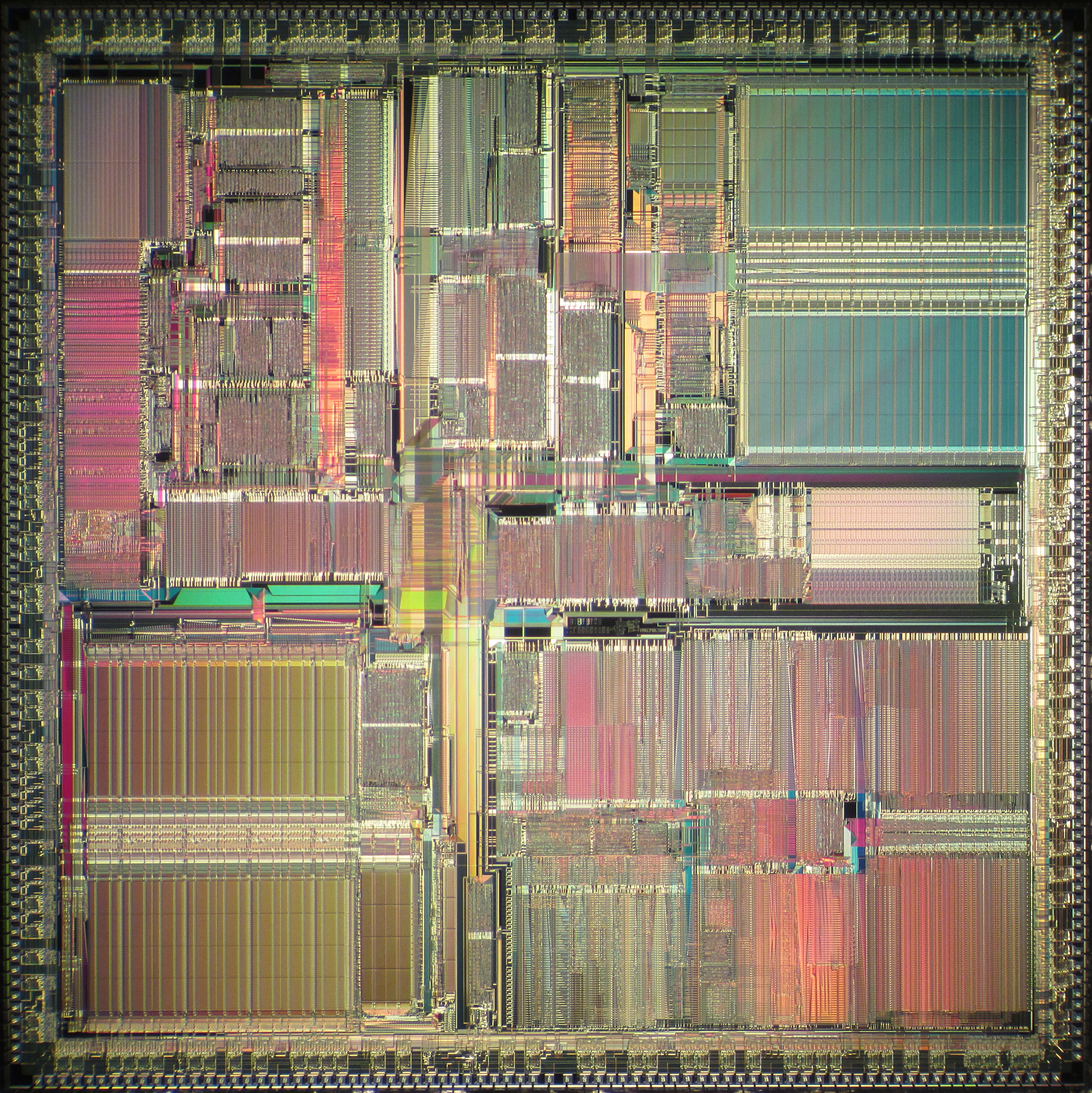
TI SuperSPARC I
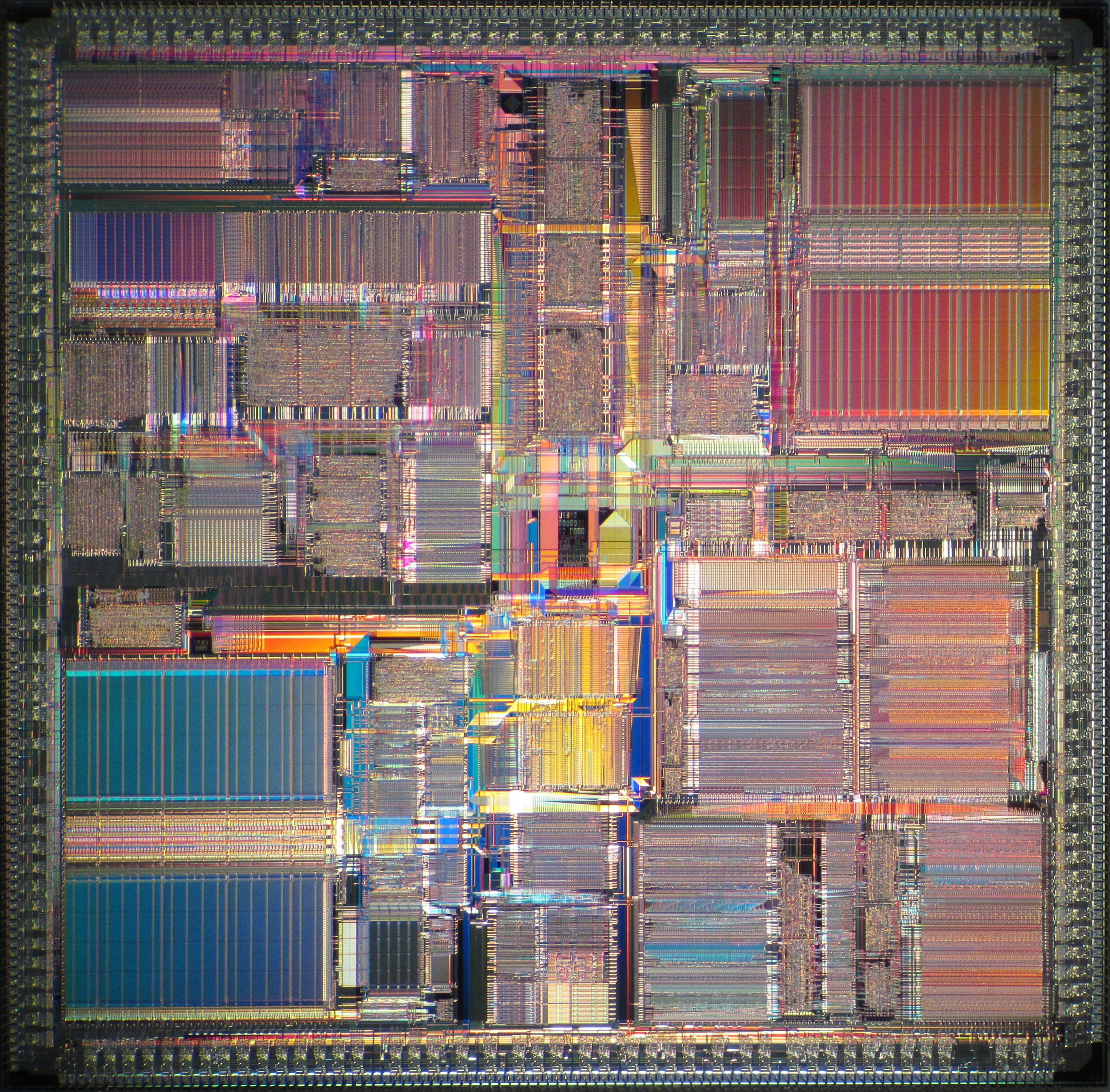
Sun SuperSPARC II

## Fordítás
Ez a szócikk részben vagy egészben  a   SuperSPARC című angol Wikipédia-szócikk ezen változatának fordításán alapul.  Az eredeti cikk szerkesztőit annak laptörténete sorolja fel. Ez a jelzés csupán a megfogalmazás eredetét és a szerzői jogokat jelzi, nem szolgál a cikkben szereplő információk forrásmegjelöléseként.